# ماثيو كوتش
ماثيو كوتش (بالإنجليزية: Matthew Couch)‏ هو لاعب سنوكر بريطاني، ولد في 30 يونيو 1974 في Scunthorpe ‏ في المملكة المتحدة.

## روابط خارجية
- ماثيو كوتش على موقع CueTracker.net (الإنجليزية)